# Bagual
Os baguais (ou baguales em espanhol) são uma raça de cavalo assilvestrado que habitam o território da Patagônia chilena e argentina quase todo. São descendentes dos cavalos trazidos pelos espanhóis durante a colonização do século XVI, juntamente do cavalo criollo. Por serem animais de grande porte e adaptados a muitos climas, os cavalos se adaptam muito bem a qualquer ambiente, sendo fácil para eles popularem a região como animais assilvestrados, que foi o que aconteceu com os baguais.

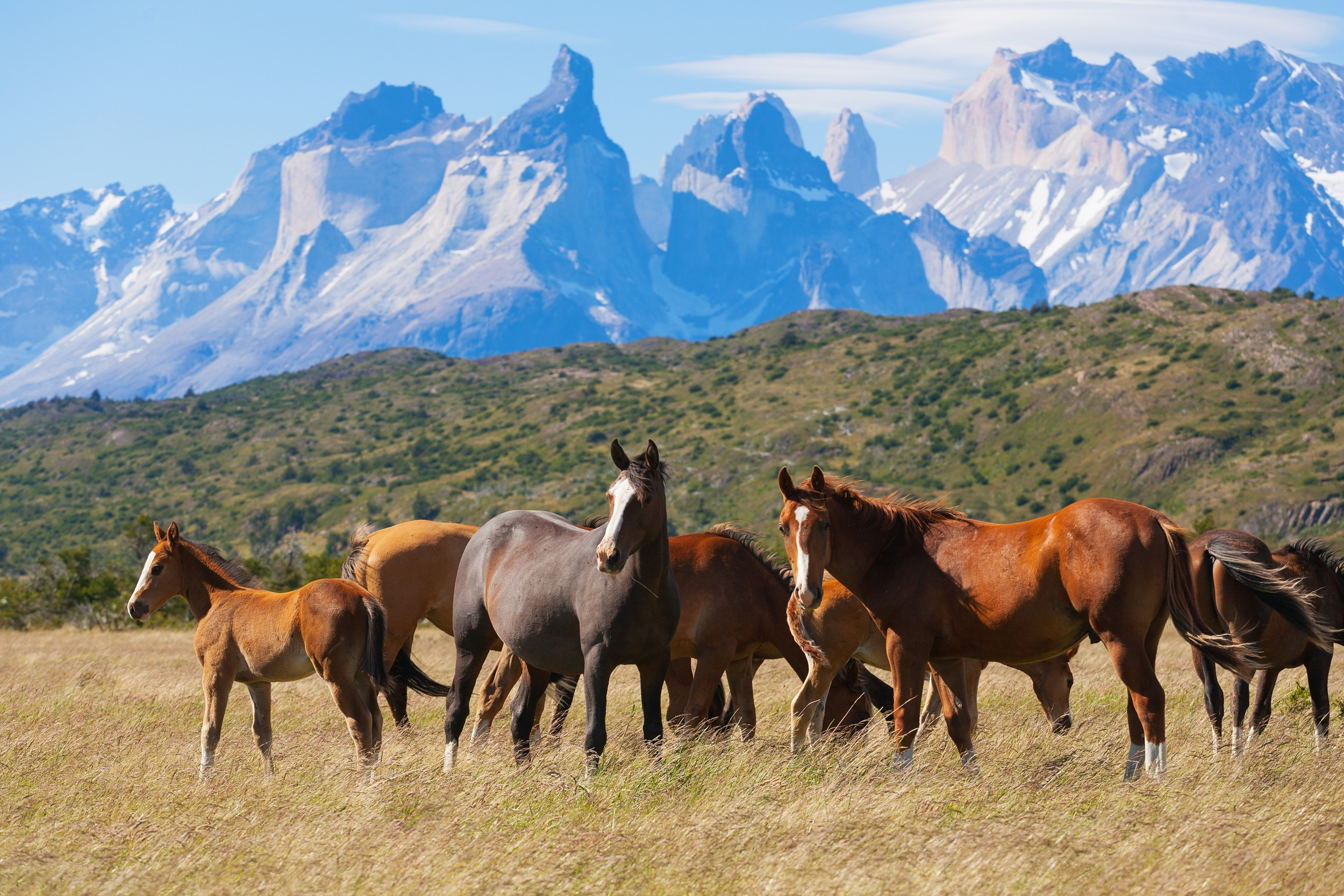
Baguais em Torres del Paine, Chile.

## História
Os primeiros cavalos chegaram ao Sul da América latina com os padres jesuítas de origem espanhola, que os trouxeram para facilitar o trabalho e a locomoção no país. Foram trazidas da Espanha raças como o Cavalo Andaluz e o cavalo Losino, e alguns desses cavalos trazidos pelos colonizadores fugiram. O losino, ou jaca navarra, já é um cavalo narutalmente selvagem, melhorando a chance de sobrevivência da espécie, resultando na reprodução e formação de uma população na região patagônica. 
A Patagônia era uma região inóspita e ainda não povoado por conta de seu clima rigoroso, ventos fortes e altitude elevada, tornando a agricultura uma prática impossível na região. Para solucionar esse problema, o governo da época dividiu o território da patagônia em estâncias, onde os escolhidos se sustentariam por 30 anos com um rebanho de ovelhas. Os cavalos de raça não eram adeptos para o frio, e acabavam morrendo no caminho para a estância ou durante o inverno no local, ali deu se início a prática de captura e doma de cavalos selvagens na patagônia, pois os baguais poderiam suportar o frio e andar em terrenos acidentados. Por isso, os baguais acabaram se tornando uma parte importante para o povoamento da região. 
Atualmente, os baguais são abundantes em toda a região do bosque magallánico, na patagônia. Os cavalos selvagens dos Estados Unidos, os mustangues, foram caçados e capturados ou até mortos por se reproduzirem e se agruparem fácil, devastando pastagens, e por não terem nenhum predador natural depois da extinção dos lobos no país. Entretanto, nos campos da patagônia os baguais não foram tão procurados pelos gaúchos como aconteceu entre os mustangues e cowboys, pois o puma se tornou um caçador especializado em cavalos ao decorrer do tempo, controlando sua população. O parque torres del paine, no Chile, se destacou por ser o local com a maior população de pumas e cavalos selvagens da América do Sul, e em um vale dentro do parque há um bando de baguais que chega a ter entre 110 a 120 cavalos, um número equilibrado graças ao puma. Esse é considerado o maior bando de cavalos selvagens do mundo.  

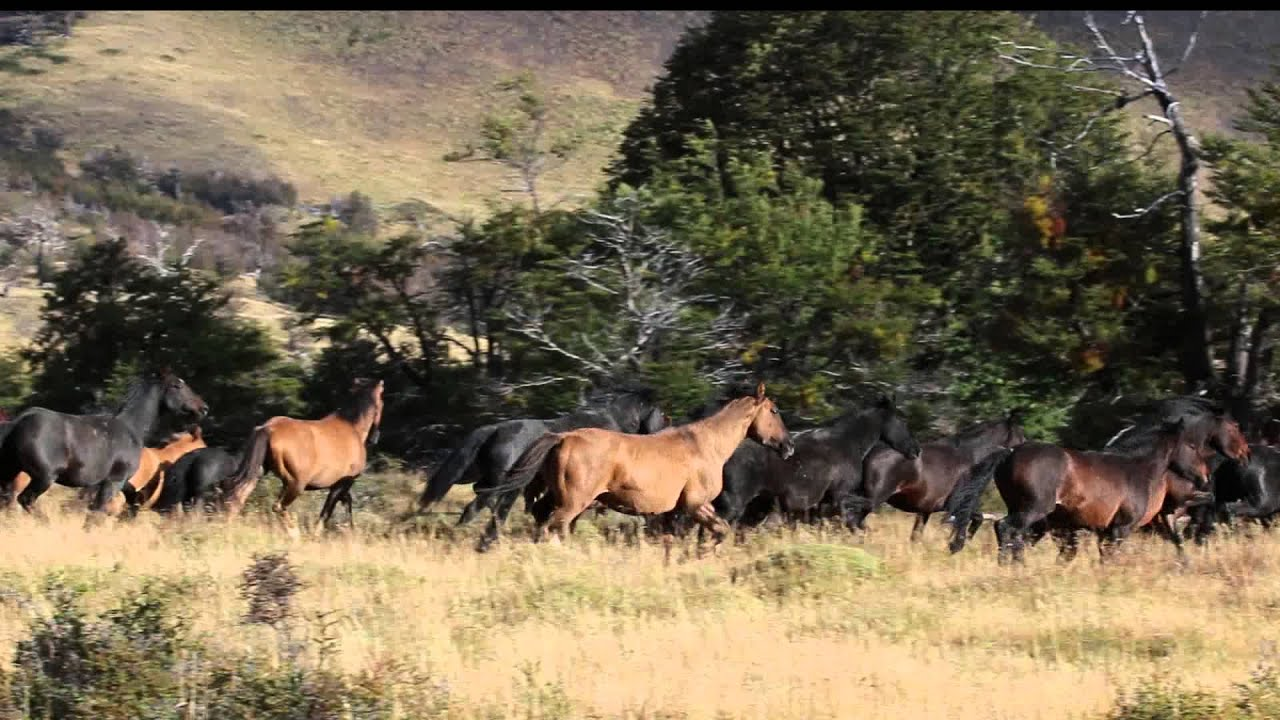
Bando de baguais correndo

## Características
Cada raça de cavalo possui características gerais, que o qualificam para algum tipo de trabalho, competição ou habitat. Cavalos selvagens como o bagual possuem cascos largos e grandes para terem mais estabilidade em terrenos acidentados, além de andarem sempre em bandos. O porte deles não é tão grande como o de um cavalo quarto de milha, e por habitarem locais frios o seu pelo é mais denso na parte inferior da cabeça e atrás do boleto. Eles são encontrados em todo o terreno patagônico em volta do bosque magallánico, tanto nas pradarias quanto dentro das florestas temperadas, mas não há como encontrá-los em um único local, pois tropas de cavalos selvagens são sempre nômades.